# Basílica menor de la Inmaculada Concepción (Manizales)
La Basílica Menor Inmaculada Concepción es un templo religioso de culto católico bajo la advocación de la Inmaculada Concepción, ubicado en la ciudad de Manizales, Colombia.

## Historia
En el año 1902 el Papa León XIII eleva a Manizales a la dignidad de Diócesis, por cuando su Templo Parroquial se hubo de destinar a Catedral y Monseñor Gregorio Nacianceno Hoyos, su primer Obispo, encomendó al Padre Nazario Restrepo Botero la elección del sitio para construir el templo de la nueva Parroquia, pues la catedral quería destinarse únicamente a ser la iglesia del obispo. El Padre Nazario Restrepo formó una junta pro-templo y procedió a conseguir fondos para comprar los solares. Desde un principio se escogió la advocación de la Inmaculada Concepción como Patrona de la Parroquia y se compró el lote sobre el Parque de Sucre (hoy Parque Caldas) uno de los sitios de recreación urbana previstos por los Fundadores de la Ciudad.

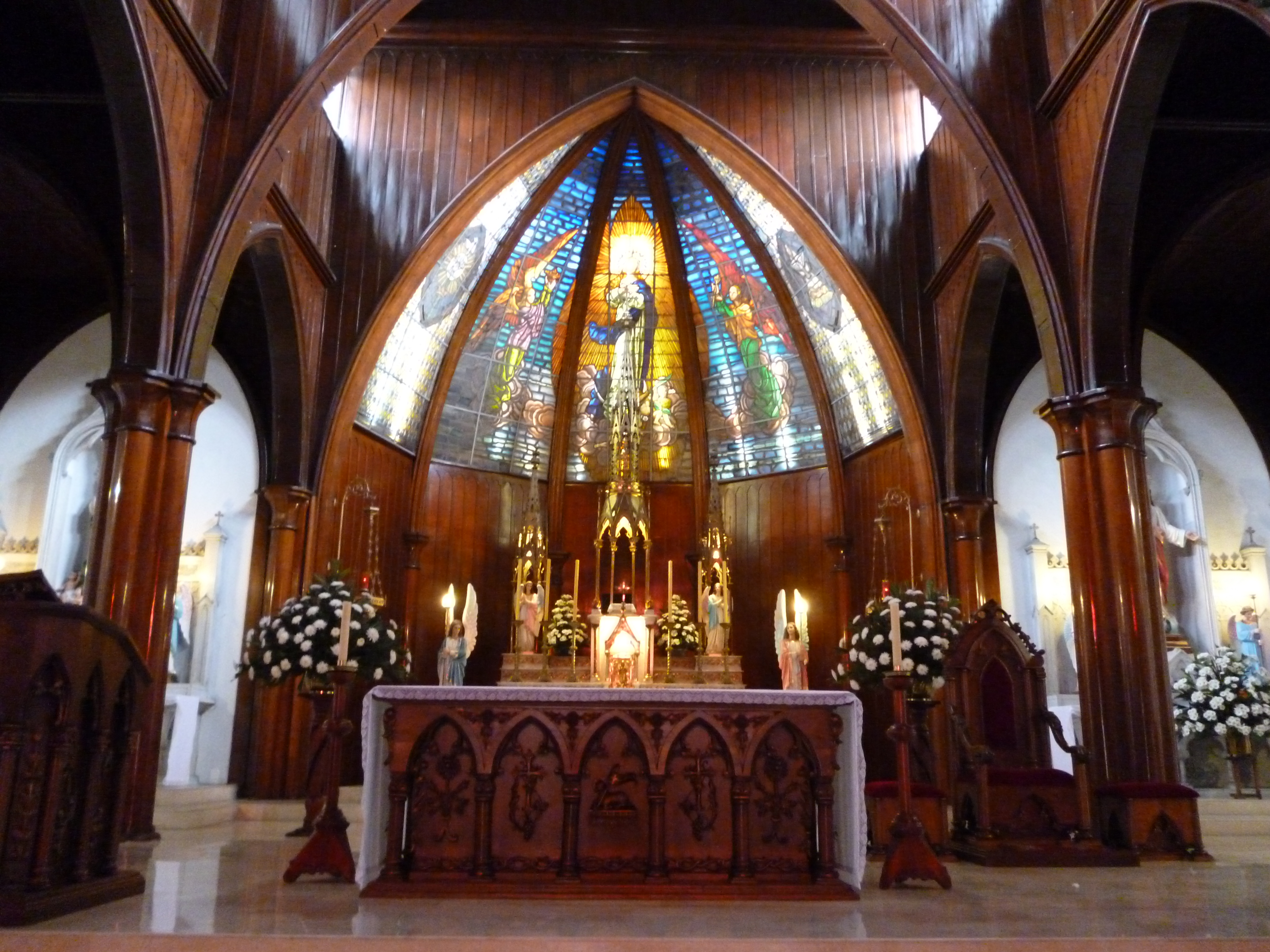
Altar principal.

Por medio de contactos se solicita un proyecto a Alemania que resulta de grandes proporciones: de seis naves, amplio atrio y por lo tanto muy costoso, por lo cual se optó por un plano elaborado en Bogotá por el famoso Sacerdote Jesuita, pintor y arquitecto, Padre Santiago Páramo, profesor de la Escuela de Bellas Artes de Bogotá. El proyecto del Padre Páramo ubica el Templo en la misma manzana sobre la carrera 21 (hoy carrera 22).
En 1903 Mons. Gregorio Nacianceno Hoyos bendijo y colocó la primera piedra, y el Padre Nazario Restrepo pronunció el sermón alusivo. El Padre Luis Carlos Muñoz, sucesor del Padre Nazario Restrepo Botero en el curato de la Catedral, prosiguió los trabajos del Templo hasta que la estructura fue útil para los Oficios del Culto.

### Parroquia
Por decreto episcopal No 97 del 9 de agosto de 1909, que empezó a tener vigencia el 8 de septiembre del mismo año, Mons. Hoyos creó la Parroquia de la Inmaculada, desmembrando su territorio de la Parroquia de la Catedral. Manizales contaba ya con dos Parroquias. El Párroco fue el Pbro. Rafael Antonio Ramírez, a quien sucedió, en 1913, el Pbro. Jesús Antonio Molina Mejía, quien continuó la obra del Templo hasta su inauguración, el Jueves Santo de 1921.
En 1984, con motivo de las bodas de diamante de su construcción, el Templo fue restaurado por Jaime Jaramillo Uribe, bajo la coordinación del Párroco, Pbro. Fernando Uribe García. 

### Basílica
Luego que el Comité Permanente del Episcopado de Colombia aprobara que la parroquia tuviera el título de basílica menor, monseñor Gonzalo Restrepo Restrepo elaboró y envío la solicitud a la Santa Sede a través del nuncio apostólico. Los trámites se desarrollaron entre agosto y noviembre del 2014, mientras se recibió el último cuestionario en el que el párroco de la iglesia, Sigifredo Ortiz tuvo que responder 15 preguntas en latín.
Por tener un gran valor histórico, arquitectónico y religioso la parroquia de la Inmaculada Concepción de Manizales fue declarada basílica por el PAPA FRANCISCO  25 de abril de 2015Monseñor Ettore Balestrero la consagró el 13 de junio de 2015.

## Características
Basílica de la Inmaculada Concepción, Centro y modelo de liturgia, arte y espiritualidad. 
Construida en planta de Cruz Latina, con 3 naves y ábside para el Altar al estilo de los primitivos templos paleo-cristianos, inspirados a su vez en la Basílica Romana. Su característica más importante es ser construido todo en bahareque, con gran profusión de guadua y maderas aserradas, y la fachada cubierta en lámina metálica. De estilo neo-gótico, su interior se decoró con finas maderas de cedro bellamente trabajadas por ebanistas de la ciudad.
A lo largo de los años su interior ha sido enriquecido con obras de gran valor artístico, como el púlpito de mármol con incrustaciones, traído de París y el Viacrucis, también francés; las imágenes, creadas por el maestro Álvaro Carvajal y la imagen española de San Antonio el órgano uno de los más importantes del país, su organista el maestro Juan Sebastián Palacio .